# Magnolia fulva
Magnolia fulva är en magnoliaväxtart som först beskrevs av Hung T.Chang och Bao Liang Chen, och fick sitt nu gällande namn av Richard B. Figlar. Magnolia fulva ingår i släktet Magnolia och familjen magnoliaväxter.

## Underarter
Arten delas in i följande underarter:
- M. f. calcicola
- M. f. fulva